# Ricardo Castro (Pianist)
Ricardo Castro (* 1964 in Brasilien) ist ein brasilianischer Konzertpianist und Lehrer an der Musikhochschule Lausanne (Schweiz).

## Leben
Castro  erhielt ersten Klavierunterricht bei Esther Cardoso mit drei Jahren. Ausnahmsweise wurde er mit fünf Jahren an der Musikhochschule der Universität von Bahia angenommen, bei der er mit acht Jahren seinen ersten Klavierabend und mit zehn sein erstes Orchesterkonzert veranstaltete.
Er begann ein Studium am Genfer Konservatorium bei Maria Tipo 1984 und absolvierte das Studium 1987, bei dem er das Solistendiplom mit Auszeichnung erhielt. Daraufhin begann Castro bei Dominique Merlet in Paris zu studieren. Er erreichte  1987 den zweiten Preis im International ARD Wettbewerb in München und 1993 den ersten Preis der Leeds International Piano Competition.
Castro lebt in Europa und spielte mit den erfolgreichen Orchestern City of Birmingham Symphony Orchestra, Royal Liverpool Philharmonic Orchestra, BBC Symphony Orchestra, English Chamber Orchestra und dem Orchestre de la Suisse Romande mit den Dirigenten Sir Simon Rattle, Hans Graf und Yakov Kreizberg.
Zwischen 1995 und 2000 spielte er mehrere Stücke für BMG – Arte Nova ein, wie z. B. das Rezital Franz Liszts und die Dante Sonate sowie Noches en los jardines de España von Manuel de Falla, Sonaten von Mozart und fünf CDs mit Stücken von Chopin.
2001 wurde Castro von Martha Argerich zum Festival im Teatro Colón in Buenos Aires eingeladen, ein Jahr später zum Martha Argerich Meeting Point in Lugano. Er war außerdem bei zahlreichen europäischen Festivals wie z. B. dem Wiener Musiksommer.
Zwischen 2003 und 2004 begann Castro mit Maria João Pires an einem gemeinsamen Projekt. Als Duo waren sie unter anderem in Madrid, Zürich, São Paulo, Brüssel und Wien. Ein Doppelalbum mit Schubert-Stücken erschien im 2005 bei Deutsche Grammophon.
Seit Anfang 2007 ist Castro Künstlerischer Leiter des Bahia Symphony Orchestra und gründete NEOJIBÁ (Núcleos Estaduais de Orquestras Juvenis e Infantis da Bahia) in Kooperation mit dem Jugendorchestersystem FESNOJIV. Er unterrichtet weiterhin an der Musikhochschule in Lausanne.
Ricardo Castro ist Online Master Teacher an der iClassical Academy und hat mit ihm mehrere Online Masterclasses aufgenommen.

## Kritik
„Ricardo Castro is a master in architecture with uncommon set of sonorities. He already plays in the court of the giants...A pianist to be followed closely.“ Le Monde de la musique
„The major event of the evening was without any doubt the performance of Beethoven's Piano Concerto no 3 superbly interpreted by Brazilian pianist Ricardo Castro one of the few pianists who – in the 3rd movement – manages to suggest the kind of sensibility proper to Chopin and the glowing fire of Schumann's music.“ Neue Zürcher Zeitung